# Ulrich Beyer
Ulrich Beyer (Röddelin, 23 luglio 1947 – Francoforte sull'Oder, 20 ottobre 1988) è stato un pugile tedesco.
Gareggiò per i colori della Germania Est nella categoria dei pesi superleggeri. Vanta una medaglia di bronzo nel campionato mondiale dilettanti del 1974 e una medaglia d'oro, una d'argento e due di bronzo ai campionati europei. Partecipò a due edizioni dei Giochi Olimpici ma in entrambe le occasioni mancò la conquista della medaglia olimpica, sempre per opera di un pugile statunitense: a Monaco di Baviera 1972 fu eliminato al primo turno da Ray Seales, mentre a Montréal 1976 fu sconfitto nei quarti di finale da Sugar Ray Leonard.

## Palmarès
Mondiali dilettanti
- 1 medaglia:
  - 1 bronzo (pesi superleggeri a L'Avana 1974).

Europei dilettanti
- 4 medaglie:
  - 1 oro (pesi superleggeri a Madrid 1971).
  - 1 argento (pesi superleggeri a Halle 1977).
  - 2 bronzi (pesi superleggeri a Belgrado 1973 e a Katowice 1975).